# Barry Livesey
Barry Edwards Livesey (1904 – 1959) foi um ator de teatro e cinema britânico. Às vezes, ele foi creditado como Barrie Livesey (nome de nascimento). Foi filho de Sam Livesey, irmão do ator Jack Livesey e primo-irmão do ator Roger Livesey.

## Filmografia selecionada
- The Old Curiosity Shop (1921)
- His Grace Gives Notice (1933)
- Mr. Cohen Takes a Walk (1935)
- Variety (1935)
- Rembrandt (1936)
- They Were Sisters (1945)